# Huronsee

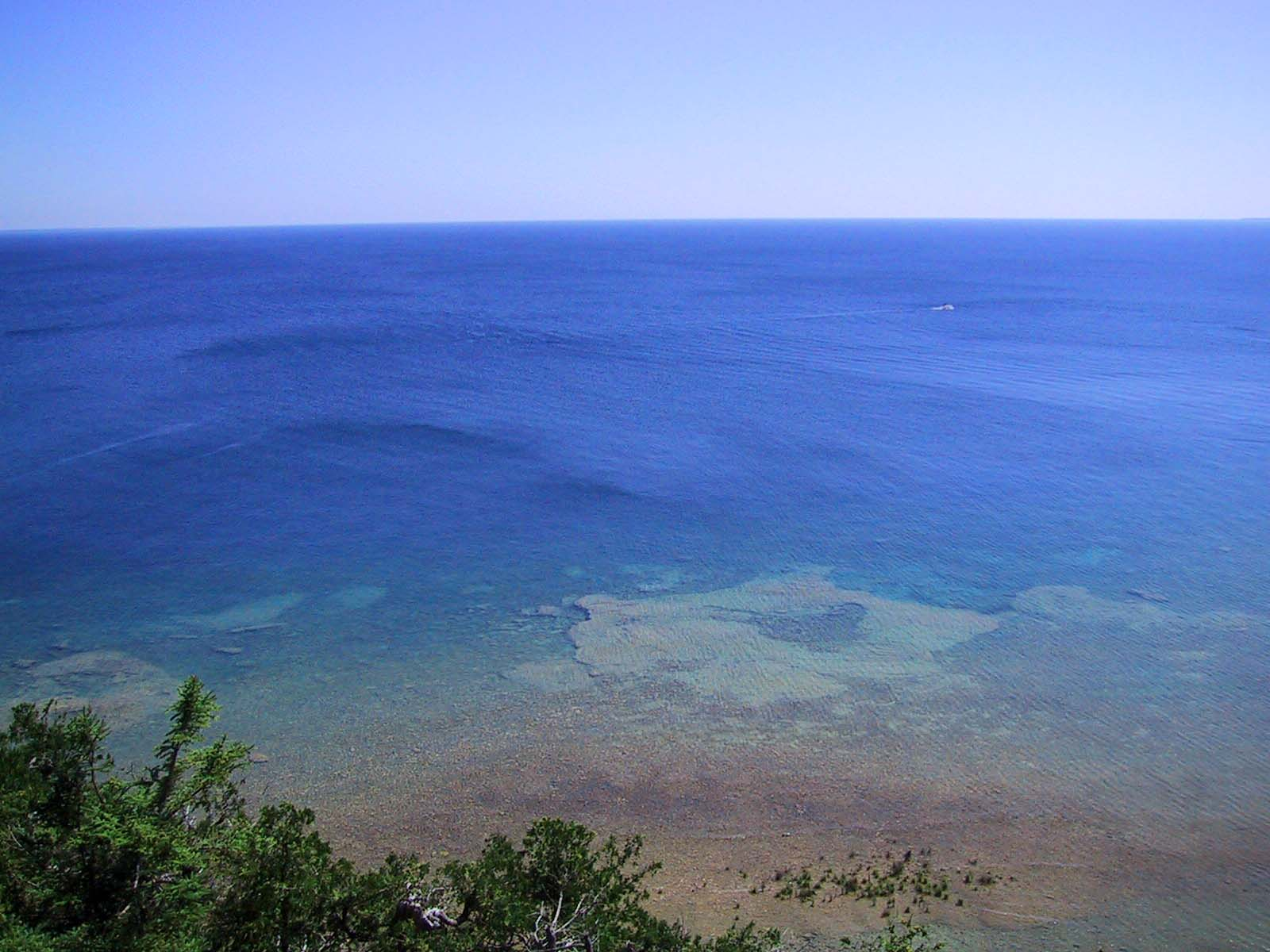
Blick von Mackinac Island über den Huronsee

Der Huronsee (auch Huron-See, englisch Lake Huron [ˌleik ˈhjʊrən], französisch Lac Huron [lak yˈʁɔ̃]) gehört zur Gruppe der fünf Großen Seen Nordamerikas.
Durch den Huronsee verläuft die Grenze zwischen Kanada und den Vereinigten Staaten von Amerika. Er grenzt an den US-Bundesstaat Michigan und an die kanadische Provinz Ontario. Französische Entdecker benannten ihn nach dem indianischen Stammesverband der Wyandot (auch Huronen). Der See war auch namensgebend für die so genannte Huronische Vereisung, deren Spuren man in seinen Gesteinsschichten gut erkennen kann.

## Geografie

### Basisdaten
Der See ist 332 km lang und 245 km breit. Durch die acht Kilometer breite Mackinacstraße (engl. Straits of Mackinac) ist er mit dem Michigansee verbunden. Es handelt sich dabei nicht um eine Verbindung durch einen Fluss oder Strom, sondern um ein Gewässer ohne Gefälle. Daher kann der Huronsee zusammen mit dem Michigansee auch als ein See betrachtet werden. Der größte Zufluss des Huronsees ist der Saint Marys River, der Abfluss erfolgt über den St. Clair River.
Flächenmäßig betrachtet ist der Huronsee mit 59.586 km² nach dem Oberen See der zweitgrößte der Großen Seen und der drittgrößte Süßwassersee der Erde. Geht man nach dem Volumen, steht er bei den Großen Seen ebenfalls an dritter Stelle. Bei Niedrigwasser hat der See ein Volumen von ca. 3540 km³. Durch seine 30.000 Inseln ist die Küstenlänge des Huronsees mit 6157 km die längste der Großen Seen.

### Städte am Ufer
Wichtige Städte am Ufer des Huronsees sind: Goderich, Sarnia, Bay City, Alpena, Rogers City, Cheboygan, Tobermory, Sauble Beach, Saugeen Shores, St. Ignace und Port Huron.

### Inseln und Buchten
Im nördlichen Teil des Sees liegen der North Channel und die Georgian Bay. Sie werden durch die Insel Manitoulin vom Hauptwasserkörper des Sees getrennt. Mit einer Fläche von 2766 km² ist Manitoulin die größte Binnenseeinsel der Welt. An der Georgian Bay liegen die Orte Owen Sound, Wasaga Beach, Midland, Penetanguishene, Port Severn und Parry Sound. Im Südwestteil des Sees gibt es außerdem noch die kleinere Saginaw Bay.

### Wasserstände
Der Wasserspiegel des Huronsees liegt 176 m über dem Meeresspiegel.

#### Höchster Wasserstand
Der Wasserstand ist natürlichen Schwankungen unterworfen; die höchsten Pegelstände ergeben sich in den Monaten Oktober und November. Der Wasserstand für mittleres Hochwasser liegt 0,61 m über dem normalen Wasserstand. Von Februar 1986 bis Januar 1987 führten der Huron- und der Michigansee durchgängig Hochwasser (mindestens 1,12 m über dem mittleren Pegelstand), im Sommer 1986 erreichten die beiden Seen ihren höchsten jemals aufgezeichneten Wasserstand mit 1,80 m über dem mittleren Pegelstand.

#### Niedrigster Wasserstand
Für gewöhnlich ist der Wasserstand des Huronsees in den Wintermonaten am niedrigsten. Der Wasserstand bei Niedrigwasser liegt im Mittel 0,30 m unter dem normalen Wasserstand. Den historischen Tiefststand erreichte der See im Winter 1964 mit 0,42 m unter dem mittleren Pegelstand.

## Hydrologie und Entstehung

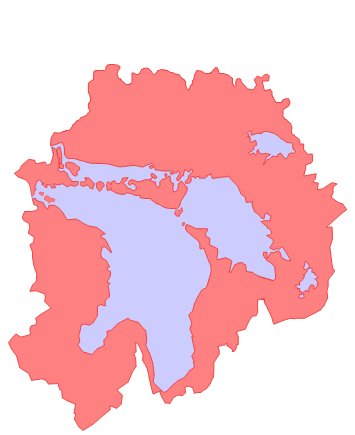
Das Becken des Huronsees

Zählte man Huronsee und Michigansee zusammen (da sie hydrologisch betrachtet ein Wasserkörper sind), bildeten sie mit 117.600 km² den größten Süßwassersee der Erde. Einzeln gesehen ist der 8 m höher gelegene Obere See 22.500 km² größer als der Huronsee. Der Obere See fließt bei Sault Ste. Marie in den 120 km langen Saint Marys River, der wiederum in den North Channel des Huronsees mündet.
Vom Huronsee aus fließt das Wasser bei den Orten Port Huron und Sarnia in den St. Clair River und von dort über den Lake St. Clair, den Detroit River, den Eriesee, den Ontariosee und den Sankt-Lorenz-Strom in den Atlantischen Ozean.
So wie jeder der fünf Großen Seen entstand auch der Huronsee durch abschmelzende Gletscher am Ende der letzten Eiszeit. Vorher war der See eine tief gelegene Mulde, die von vielen Flüssen durchzogen war. Einige der ehemaligen Flussbetten sind auch heute noch auf bathymetrischen Karten verzeichnet.

## Ökologie
Das Wasser des Huronsees hat eine Verweildauer von durchschnittlich 22 Jahren – nach dieser Zeitspanne hat sich das Seewasser einmal vollständig ausgewechselt.
Wie bei allen Großen Seen war auch die Ökologie des Huronsees in den letzten hundert Jahren drastischen Veränderungen unterworfen. Ursprünglich beherbergte der See eine natürliche Fischpopulation, die vom Amerikanischen Seesaibling dominiert wurde. Er ernährte sich von der um 1952 ausgestorbenen Tiefwassermaräne (Coregonus johannae) und von Groppen und anderen heimischen Fischen. In den 1930er Jahren begannen invasive Arten wie Meerneunaugen, Flussheringe und Regenbogen-Stinte sich stark zu vermehren. Der Amerikanische Seesaibling war im See bis 1950 durch Überfischung beinahe ausgerottet. Auch die Meeraugen als Schmarotzer trugen zum Rückgang der Saiblingspopulation bei. Nicht einheimische Pazifische Lachse wurden in den 1960ern im See angesiedelt; auch einige Exemplare des Amerikanischen Seesaiblings wurden ausgesetzt, um die Art zu erhalten. Die ausgesetzten Tiere vermehrten sich jedoch nur wenig.
Weitere invasive Arten im Huronsee sind die Zebra- und die Quagga-Dreikantmuschel, der Stachelwasserfloh und die Schwarzmund-Grundel. Am Grund des Sees ging die Fischpopulation 2006 gegen null, und auch beim Zooplankton wurden Veränderungen beobachtet. In den letzten Jahren wurden außerdem immer weniger Königslachse gefangen, dasselbe gilt für Heringsmaränen. Diese Veränderungen sind wohl ebenfalls auf den Einfluss der neuen, exotischen Arten im See zurückzuführen.

## Geschichte

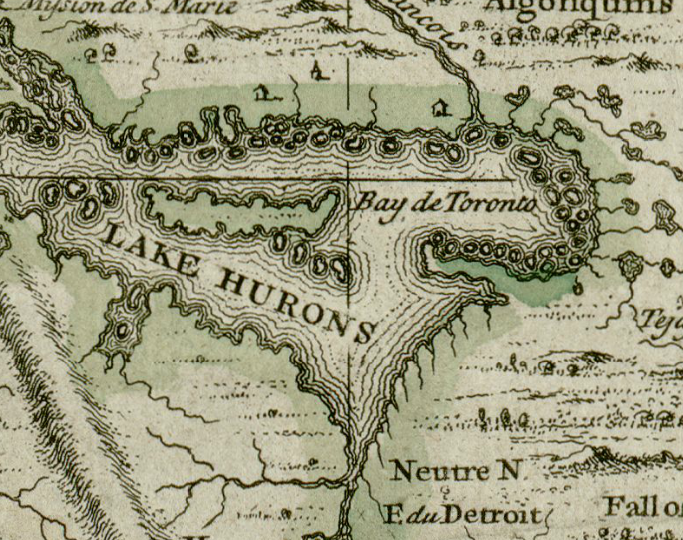
Lake Huron von einer 1680 britischen Karte

### Namensgebung
Die ersten Europäer, die das Gebiet erkundeten, waren Franzosen. Sie nannten den See La Mer Douce, das „Süßwassermeer“. Auf einer Karte des französischen Kartographen Nicolas Sanson trägt der See den Namen Karegnondi. Das Wort stammt aus der Sprache der Huronen und wurde übersetzt mit „Süßwassermeer“, „See der Huronen“ oder einfach nur „See“. Auf den meisten der frühen europäischen Karten hieß der See Lac des Hurons (See der Huronen).

### Sturm von 1913
Am 9. November 1913 tobte ein heftiger Blizzard über dem gesamten Gebiet der Großen Seen. Die Winde aus nördlicher Richtung konnten sich auf der großen Wasserfläche der Seen ungehindert verstärken. Am südlichen Ende des Huronsees, in Port Huron, kam er zu Böen von mehr als 140 km/h. Durch seine lange Nord-Süd-Achse war der Schaden auf dem Huronsee am größten. Allein hier sanken zehn Schiffe, mehr als 20 liefen auf Grund. 235 Seeleute kamen ums Leben.

## Schiffswracks
Im Huronsee wurden bislang mehr als 1000 Schiffswracks gefunden.

### Wrack des ersten Schiffs
Angeblich befindet sich darunter auch das erste Schiff, mit dem Europäer die Großen Seen besegelten, die 1679 bei Buffalo erbaute Le Griffon. Der Entdecker Robert Cavelier de La Salle segelte mit ihr über den Eriesee und fuhr dann den Detroit River und den Lake St. Clair entlang bis zum Huronsee. Nachdem er die Mackinacstraße durchquert hatte, legte La Salle auf Washington Island im Michigansee an. Hier belud er das Schiff mit Pelzen und schickte es zurück nach Buffalo, wo es allerdings nie ankam.
Zwei Wracks kommen bislang als die Überreste der Griffon infrage, eine eindeutige Identifikation war allerdings bislang nicht möglich. Das eine liegt vor der Westküste der Insel Manitoulin in der Mississagi-Straße, das andere liegt etwa 240 km östlich bei Russell Island in der Georgian Bay. Als Grund für den Untergang wird ein Sturm angesehen.

### Thunder Bay
Im 1160 km² großen National Marine Sanctuary der Thunder Bay an der Westküste des Sees liegen 116 historisch bedeutende Wracks. Das Schutzgebiet wurde im Jahre 2000 von der National Oceanic and Atmospheric Administration gegründet und ist das dreizehnte seiner Art in den Vereinigten Staaten.
In Alpena (Michigan) legen Glasbodenboote ab, mit denen Touristen die Möglichkeit haben, einige der Wracks der Thunder Bay selbst zu sehen.

### Saginaw Bay
185 der über 1000 Schiffswracks liegen im Gebiet der Saginaw Bay, ebenfalls an der Westküste des Sees. Die Matoa, ein Frachter mit Propellerantrieb und 2311 BRT, wurde 1890 in Cleveland gebaut und 1913 in Port Austin an der Saginaw Bay verschrottet.

### Georgian Bay, North Channel
In der Georgian Bay, der größten Bucht des Huronsees, liegen 212 Wracks. Darunter befindet sich auch die Manola, ebenfalls ein Frachter mit 2325 BRT. Wie die Matoa wurde auch sie 1890 in Cleveland gebaut. Der Betreiber war von 1890 bis 1901 die Minnesota Steamship Company in Cleveland, danach von 1901 bis 1918 die Pittsburgh Steamship Company. Am 25. Januar 1918 wurde die Manola an das United States Shipping Board und dann 1920 an die Canada Steamship Lines, Ltd. verkauft. Dort wurde sie in Mapledawn umbenannt. Am 20. November 1924 lief sie bei Christian Island in der Georgian Bay auf Grund. Sie war unterwegs nach Port McNichol in Ontario, wurde aber zwei Wochen nach dem Vorfall als Totalverlust abgeschrieben. Man konnte noch etwa 75.000 Scheffel Gerste bergen, die für Midland (Ontario) bestimmt war.

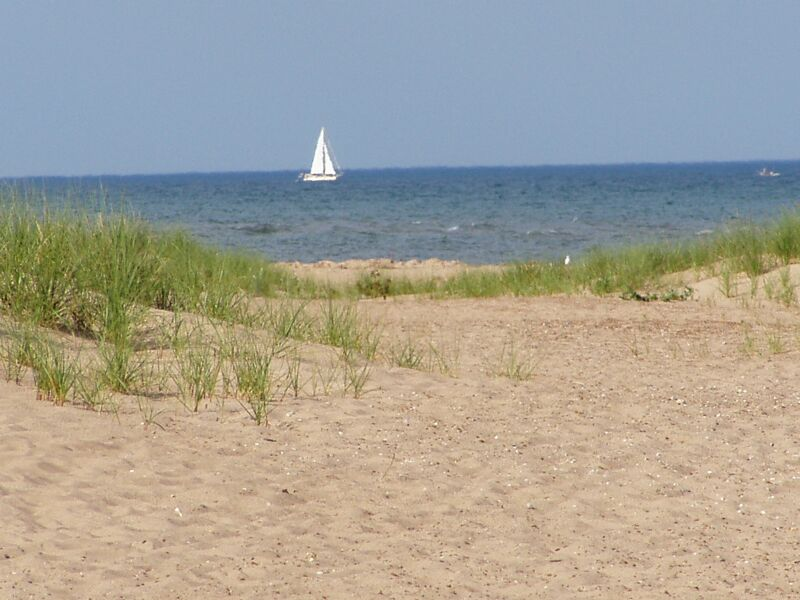
Blick über den See vom East Tawas State Park an der Spitze der Saginaw Bay aus
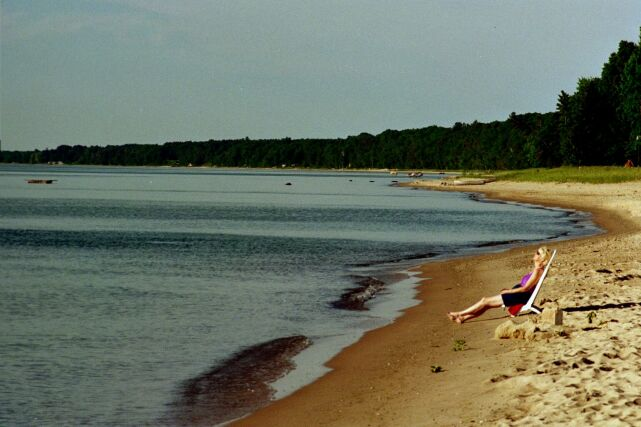
Harrisville Beach am Huronsee
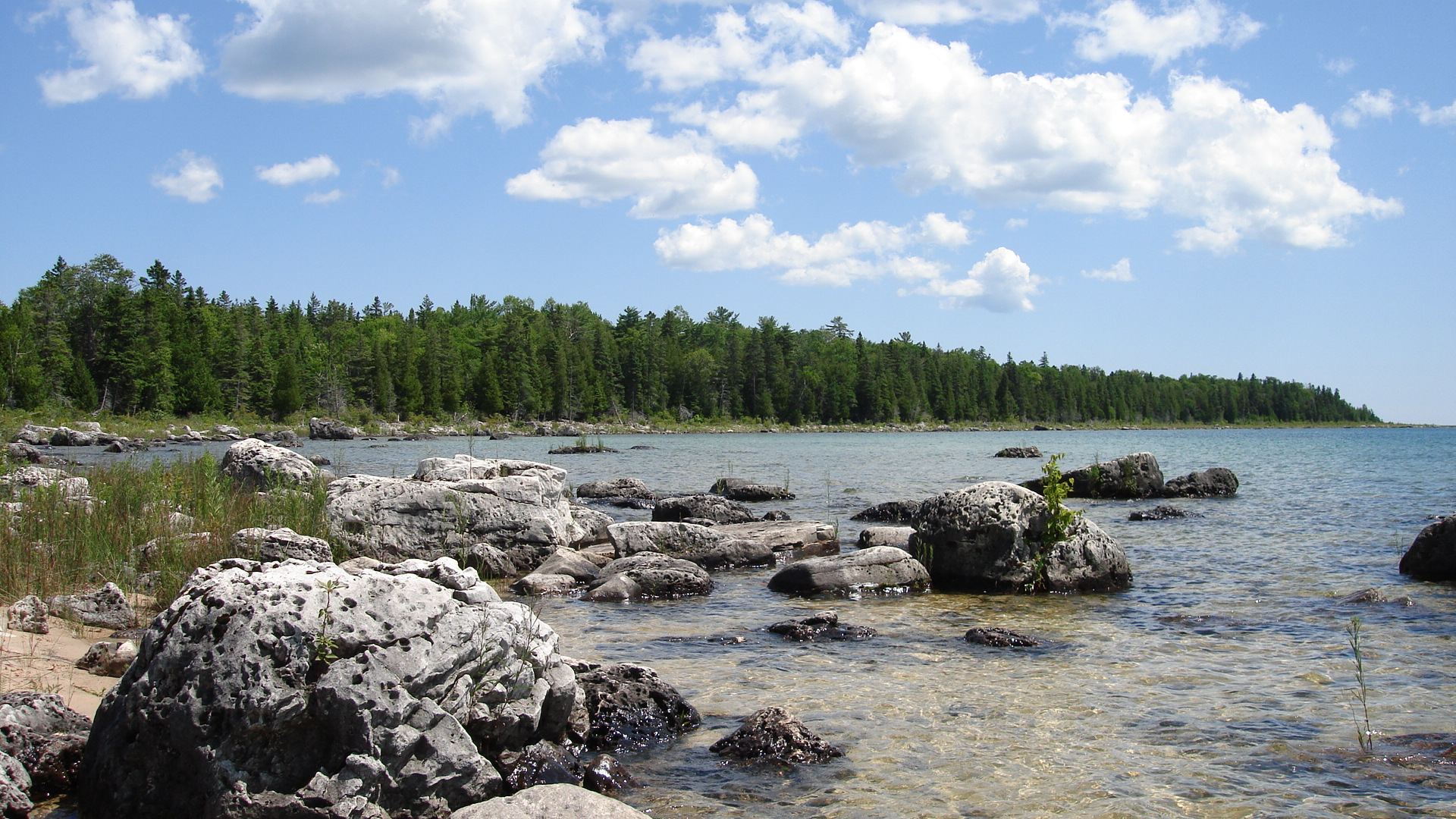
Das Ufer des Sees östlich von Port Dolomite (Michigan)
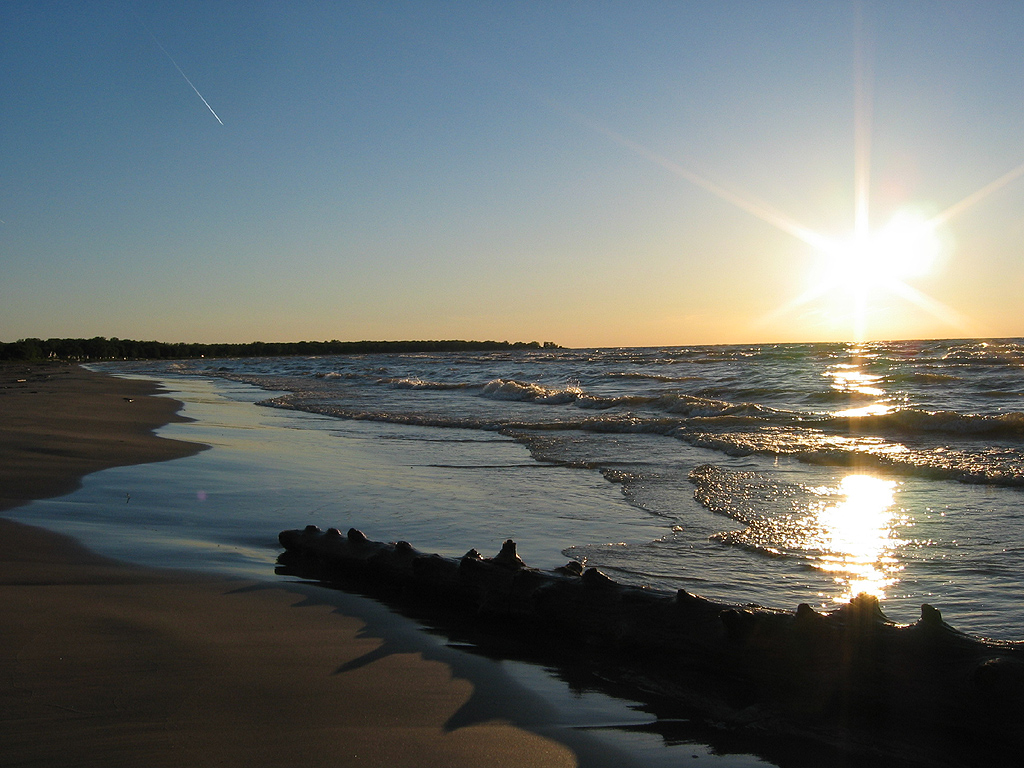
Ipperwash Beach, Lake Huron